# Edmund White
Pour les articles homonymes, voir White.
Edmund Valentine White III, né le 13 janvier 1940 à Cincinnati (Ohio) et mort le 3 juin 2025 à New York (État de New York), est un romancier, biographe et critique littéraire américain.

## Biographie
Edmund White grandit à Chicago, passe par la Cranbook Academy puis étudie à l'université du Michigan. Il travaille comme journaliste, tout en commençant à écrire.
Il se fait connaître par la critique dès ses premiers romans, Oublier Helena (1973) et Nocturnes pour le roi de Naples, grâce à son écriture expérimentale qui lui vaut les louanges de Vladimir Nabokov. Nocturnes pour le roi de Naples (1978), en particulier, combine narration à la deuxième personne, amour homosexuel et références mythiques.
Il publie également The Joy of Gay Sex (avec Charles Silverstein, 1977) et Les États du désir : voyages en gay Amérique (1980), qui dévoilent son militantisme gay après les émeutes de Stonewall.
Mais c'est surtout sa trilogie autobiographique qui lui vaut le succès : Un jeune Américain (1982) décrit la fin de l'enfance avec acuité et une écriture ciselée qu'encense Susan Sontag. Suivent La Tendresse sur la peau (1988) ou l'itinéraire d'un jeune homme gay à la fin des années 1960, et La Symphonie des adieux (1997), élégie à la mémoire des victimes du sida. Il avait déjà abordé le sujet dans les nouvelles de L'Écharde (1988) avec Adam Mars-Jones. Il est lui-même séropositif depuis une vingtaine d'années. Il a vécu en France de 1983 à 1990, et a publié des biographies de Jean Genet et Marcel Proust. L'Homme marié (2000) a fait de sa trilogie autobiographique une tétralogie. Dans Fanny (2003), il fait écrire à la romancière Frances Trollope une biographie de la militante radicale Frances Wright.
Son succès littéraire lui a ouvert les portes des universités, où il a enseigné la littérature homosexuelle et l'écriture : Université Yale, Columbia, Johns-Hopkins. La Bibliothèque qui brûle rassemble plusieurs de ses textes critiques, notamment sur des auteurs de sa génération : David Leavitt, Andrew Holleran, Robert Ferro... Il enseigne à partir de 1998 l'écriture de fiction à Princeton, dont il devient professeur émérite en 2018.
Il a notamment reçu le National Book Critics Circle Award en 1993 pour sa biographie de Jean Genet et le prix du festival de Deauville en 2000 pour l'ensemble de son œuvre. Il est membre de l'Académie américaine des Arts et des Lettres depuis 1997 et de celle des Arts et des Sciences depuis 1999. En 1993, il devient également chevalier de l'Ordre des Arts et des Lettres.
Marié à Michael Carroll depuis 2013, Edmund White meurt le 3 juin 2025 à l’âge de 85 ans, à New York.

## Œuvre

### Ouvrages traduits en français
- Oublier Elena, Christian Bourgois, 1989 ((en) Forgetting Elena, 1973).
- Nocturnes pour le roi de Naples, Éditions Mazarine, 1983 ((en) Nocturnes for the King of Naples, 1978).
- Les États du Désir : Voyages en Gay Amérique, Le Grand Miroir, 2002 ((en) States of Desire: Travels in Gay America, 1980).
- Un jeune Américain, Mazarine, 1984 ((en) A Boy's Own Story, 1982).
- Le Héros effarouché, Albin Michel, 1986 ((en) Caracole, 1985).
- L'Écharde, 1988 ((en) The Darker Proof: Stories from a Crisis, 1987)Écrit avec A. Mars-Jones.
- La Tendresse sur la peau, Bourgois, 1988 ((en) The Beautiful Room is Empty, 1988).
- Jean Genet, Gallimard, 1993 ((en) Genet A Biography, 1993).
- La Bibliothèque qui brûle, Plon, 1997 ((en) The Burning Library: Essays, 1994).
- Ecorché vif, Plon, 1997 ((en) Skinned Alive: Stories, 1995).
- La Symphonie des adieux, Plon, 1998 ((en) The Farewell Symphony, 1997).
- Marcel Proust, Fides, 2002 ((en) Marcel Proust, 1999).
- L'Homme marié, Plon, 2000 ((en) The Married Man, 2000).
- Fanny, Plon, 2004 ((en) Fanny : A Fiction, 2003).
- Mes vies, Plon, 2006 ((en) My Lives, 2005).
- Hotel de Dream, Plon, 2007 ((en) Hotel de Dream, 2007).
- City Boy, Plon, 2010 ((en) City Boy, 2009).
- Rimbaud, Payot, 2011 ((en) Rimbaud, 2011).

- Jack Holmes et son ami, Plon, 2012 ((en) Jack Holmes and His Friend, 2012).

### Ouvrages non-traduits
- (en) The joy of gay sex - An Intimate Guide for Gay Men to the Pleasures of a Gay Lifestyle, 1977Écrit avec C. Silverstein.
- (en) Sketches from Memory: People and Places in the Heart of Our Paris, 1995Écrit avec H. Sorin.
- (en) The Flaneur : A Stroll through the Paradoxes of Paris, 2001.